# Sylvie Mballa Éloundou
Sylvie Mballa Éloundou, född 21 april 1977, är en friidrottare från Kamerun. Hon deltog vid olympiska sommarspelen 1996.